# Scheenplaat

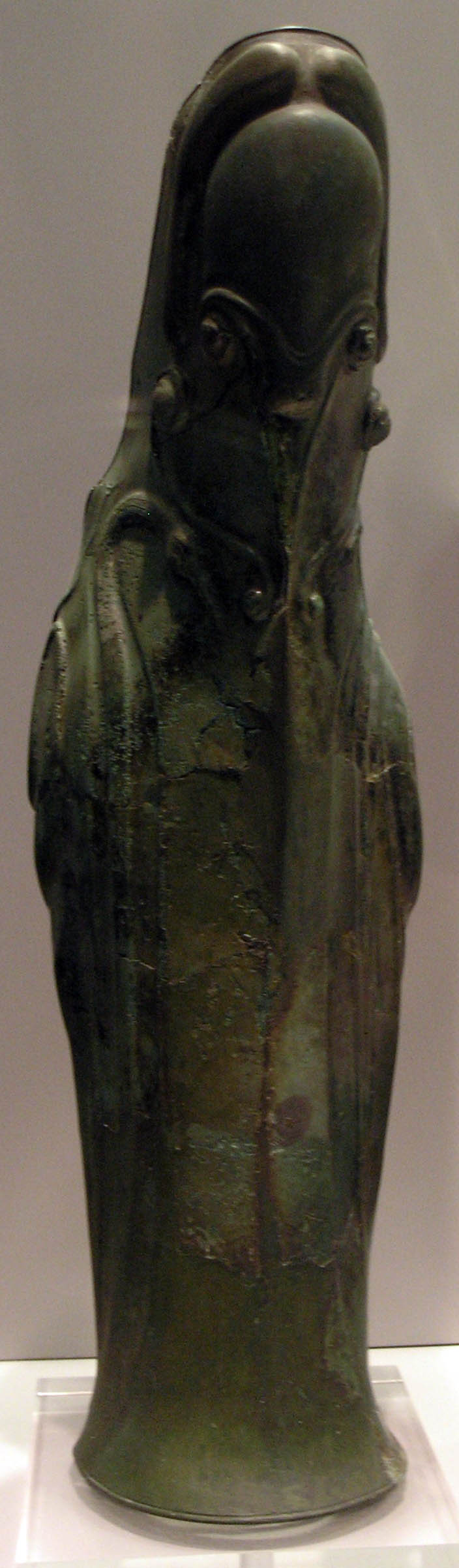
Scheenplaat bewaard in het conservée au Nationaal archeologisch museum van Athene.

Een scheenplaat (Oudgrieks κνημίς, cf. Frans cnémide) was een beschermstuk van de scheenbenen gebruikt in de oudheid in Hellas.
Gemaakt van gehamerde en eventueel gedecoreerde bronzen platen, zijn deze beenbeschermers voor elke strijder op maat gemaakt. De elasticiteit houdt de scheenplaat op zijn plaats rond de kuiten en heeft dus geen riemen nodig. Ontworpen om de zwaar gewapende infanteristen zoals de hoplieten te beschermen bij man-tegen-mangevechten, bedekken de scheenplaten de onderbenen geheel, tot de enkel, juist onder de knie. De platen vullen de defensieve wapenrusting van aspis, kuras en helm aan, aldus alleen de bovenbenen betrekkelijk onbeschermd latend.
De hoplieten, burgers afkomstig uit de drie eerste censusklassen in Athene, moesten hun scheenbeschermers zelf bekostigen net zoals de rest van hun uitrusting.

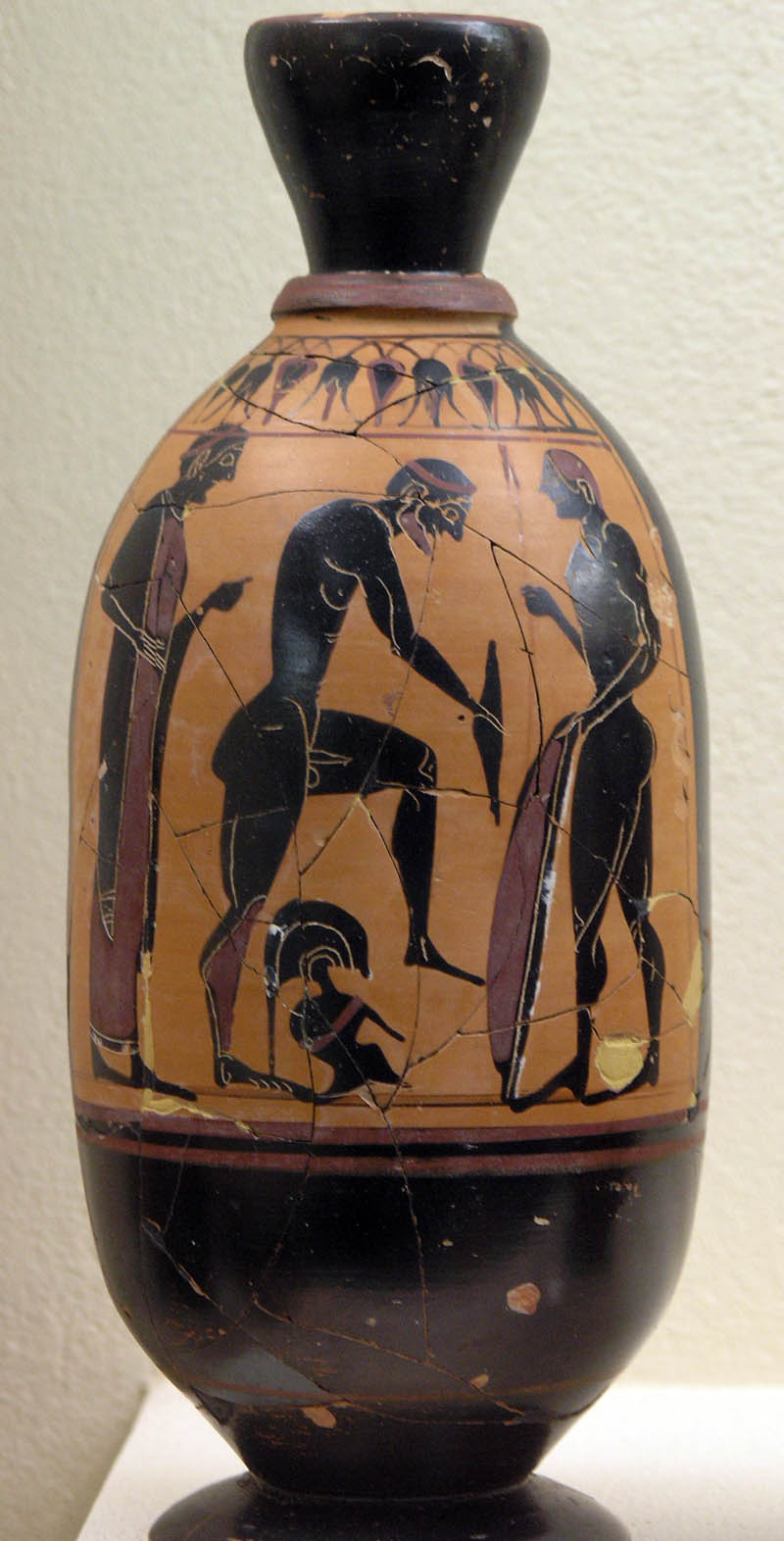
Strijder die bezig is een scheenbeschermer terug aan te doen, Archeologisch museum van de keramiek (Athene).
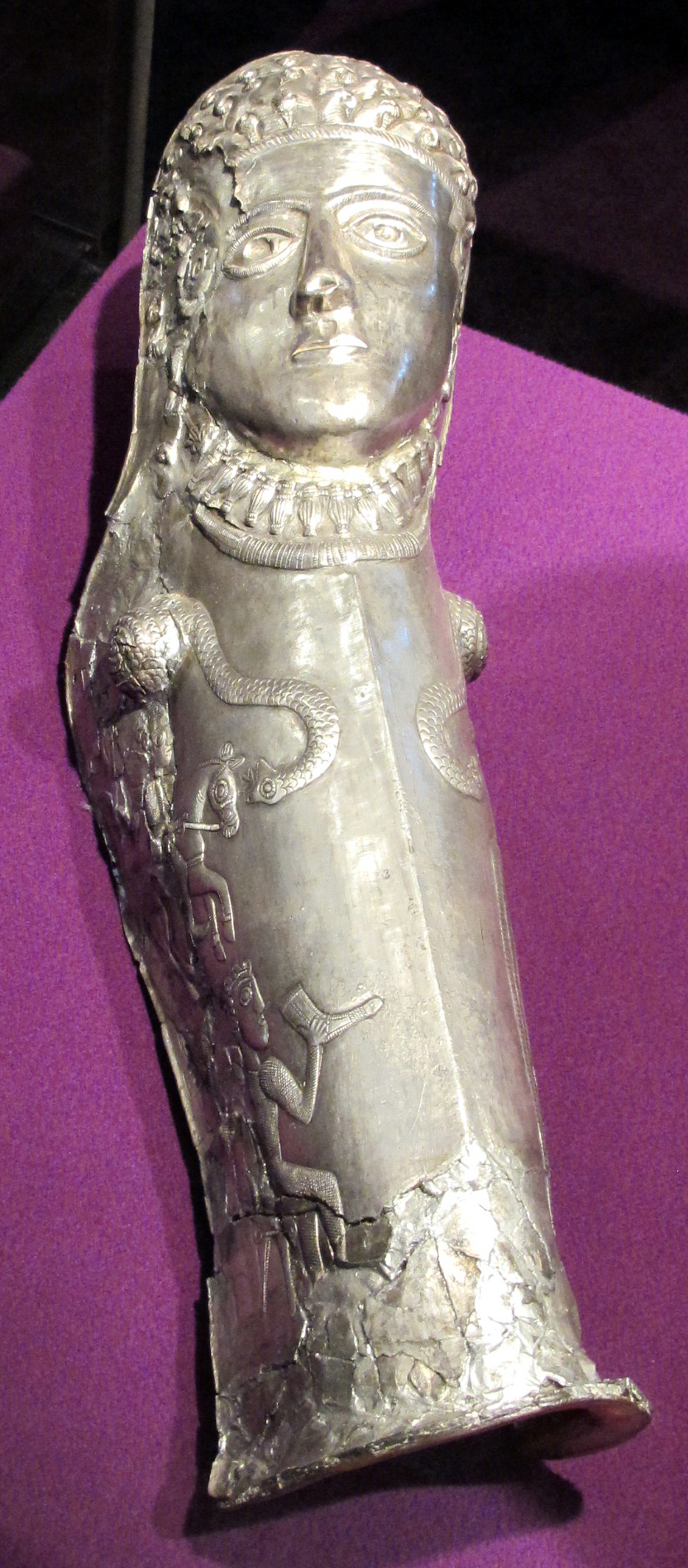
Scheenbescermer uit Agighiol, Valea Nucarilor, Roemenië

## Referentie
- Pierre Ducrey, Guerre et guerriers dans la Grèce antique, Parijs, 1999. (heruitgave) ISBN 2012789862